# سلامة عبيد
سلامة بن علي بن حسين عبيد الشهير باسم سلامة علي عبيد (1921-1984) أديب سوري من محافظة السويداء، وهو كاتب وروائي وشاعر ومؤرخ وباحث لغوي وله مؤلفات عديدة، وهو واضع لأول قاموس صيني-عربي كبير.

## عنه
ولد سلامة عبيد بن علي في السويداء عام 1921، وانخرطت أسرته في الجهاد والثورة السورية الكبرى ضد الاحتلال الفرنسي 1925 – 1927، وكان والده علي عبيد شاعراً شعبياً مؤرخاً لمعظم أحداث هذه الثورة، وشارك في قيادتها. استشهد أخوان له، الأكبر نايف عام 1926، والثاني كمال في حرب تشرين عام 1973.
لجأ مع أهله بعيد الثورة السورية الكبرى إلى النبك في صحراء نجد  في السعودية، وكان عمره خمس سنوات. ذهب من المنفى إلى لبنان لتلقي العلم فيه حتى حصوله على الشهادة الثانوية ( 1930 – 1940 )، وعاد إلى وطنه سوريا، وعمل معلماً، وناضل ضد الاستعمار الفرنسي، وشرع في كتابة الأناشيد الثورية منذ ذلك الوقت، وكتب المسرحية الشعرية «اليرموك» عام 1943. حصل على الماجستير بدرجة امتياز  من  الجامعة الأميركية في بيروت عام 1951. عاد إلى سوريا وعمل مدرساً، ثم مديراً للتربية في السويداء 1953 – 1960. انتخب عضواً في مجلس الأمة إبان الوحدة بين سورية ومصر. زار الصين لأول مرة عام 1964 ضمن وفد لاتحاد كتاب آسيا وأفريقيا.
فاز بجائزة الرواية عام 1970 في مسابقة وزارة الثقافة عن روايته «أبو صابر: الثائر المنسي مرتين»، وأقام في الصين مدرساً للغة العربية في جامعة بكين 1972 – 1984، وعاد إلى أرض الوطن، ومات بعد وصوله بيوم واحد في 25 آذار 1984.

## أدبه

### الشعر
أصدر مسرحيته الشعرية «اليرموك» عام 1943، وتناولت قضية الصراع بين العرب والروم من خلال شخصية «شرحبيل» القائد العربي أثناء الفتوحات الإسلامية، تعزيزاً لفعل المقاومة من خلال الترميز للبطولة والفداء ضد المحتلين الفرنسيين.
لم ينقطع سلامة عبيد عن كتابة الشعر العمودي والحرّ، ونشر مجموعته الأولى «لهيب وطيب» عام 1960، وطبعت مجموعته الثانية منها في الدوريات، 
ولقي شعره كامل التقدير من أهم الشعراء والنقاد أمثال حامد حسن وعبد الكريم الأشتر وعمر الدقاق وأنور الجندي وصابر فلحوط ونعمان حرب وفوزي معروف. نهض شعره بالقضايا الوطنية والقومية، ووصف في شعره نداءات الحرية والاستقلال ضد العدوانات الخارجية والداخلية، مثل قصيدته الشهيرة «من دمانا» التي ألفها إثر ضرب قوات الاحتلال الفرنسي مبنى البرلمان السوري في 29 أيار عام 1945 حيث سقط العديد من شهداء قوى الأمن الذين دافعوا عنه، وقال فيها:
أمطر الشام حديداً ولهيبا / واستبح فيها هلالاً وصليبا
وأذبح المرضى، ولا تخشى عذولاً أو رقيباً
عذّب الأسرى، وثكل ما تشاء
وإذا الرعب تولاك وأضناك العياء
من دمانا.. أيها السفاح من دمع اليتامى والأيامى
أترع الكأس مداما..
وأوحت قصائد مجموعته «الله والغريب» الأخرى، بالتحديث الشعري الذي يطوّر التقاليد الموروثة من الإيقاع والنبر والتشكيل إلى المبنى الاستعاري، وقد ناجى في القصيدة التي تحمل العنوان ذاته عن حنينه للوطن وتوقه لأرضه وأهله وناسها :
يارب، لم أحقد ولم أندم ِ
ألا ترى قلبي بلون الثلوج ِ
دعني، إذن ، أغمض جفوني هناك
حيث أحبائي  ..
يذرفون الدمع لون الدماء
ويعرف الرجال طعم البكاء

### الرواية
دعم سلامة عبيد عنايته بالثورة والمقاومة في روايته «أبو صابر: الثائر المنسي مرتين» ( 1971 )، وأبو صابر هو حمد ذياب من بسطاء الناس في السويداء الذي تطوع في الجيش الفرنسي، وأدرك بنظرته السليمة والسديدة معنى الاستعمار، فتمرد عليه، وانضم إلى ثوار العرب، واستبسل في معارك جبل العرب الأشم والغوطتين، ثم اعتقل وعذب ونفي إلى غيانا في أمريكا الجنوبية، وعاش في أدغالها جائعاً، عطشاً عريان لمدة ربع قرن، غير أن العزيمة والشجاعة مكنته من العودة إلى وطنه لترسيخ انتمائه وصلابة وعيه الذاتي في مواجهة الأعداء والمحتلين. أبو صابر شخصية واقعية ناضلت ضد الفرنسيين، واعتمدت الرواية على سيرته الشعبية وجذورها التاريخية والاجتماعية التي دفعته إلى الثورة والثوار، والارتباط بالوطن ، على الرغم من العذاب والشقاء في سجنه لمدة خمسة عشر عاماً، بالإضافة إلى قهر المنفى والاغتراب لمدة عشرين عاماً، وتميزت الرواية بصدقها التاريخي والفني في الوقت نفسه، من خلال عناية الراوي الغائب، للإحاطة بالأبعاد المتشابكة لهذه السيرة، بالمكان وبالزمان وبالأحداث، لدى إتقان الوصف والإخبار وبناء الشخصية وعلاقاتها مع الأطراف المتعددة الإيجابية والسلبية. واعتنى سلامة عبيد بالوصف التاريخي والبيئي والاجتماعي الذي يدغم الرواية في الواقعية النقدية، ولا سيما ضبط «التبئير» التي يظهر الأغراض المنشودة، وأولها في المنظور الروائي بما يجعلها من أفضل روايات المقاومة العربية.
وكتب سيرته الروائية «ذكريات الطفولة»، وهو في الستين من عمره، قبيل وفاته بسنوات قليلة، وصفاً واقعياً في التفاصيل، وربط سرده الروائي بالشاعرية  وعمق مشاركته في الحياة الوطنية والاجتماعية والإنسانية، وروى في مسيرته أربع عشرة ذكرى في الجبل والصحراء ولبنان، وقوامها التسجيل والانطباعات الصادرة عنه في تكوين الذات، واهتم بوصف جوانب شخصيته وتشكلات مواقفه، ولا سيما مقاربة القيم واشتداد المواقف العاضدة للشخصية وانتمائها الوطني والإنساني، ففي الذكرى الثانية عشرة، وعنوانها «المظاهرة الأولى»، ربط شخصيته بالمقاومة باكراً على الرغم من المشكلات التي لا تنتهي في التحولات المجتمعية، وروى في الذكرى الثالثة عشرة «في الطريق إلى مسقط الرأس» تعلقه بوطنه، وعشقه لقمم الجبال من الشرق التي تبدو مكللة بنور رمادي، «أما السفوح والسهول فقد ظلت مغلّفة بغلالة من بقايا الليل وسحائب من الضباب الشفّاف المتحرك الشاسع الامتداد» ( ص 102 ).

### التأريخ والتراث الشعبي
ألف سلامة عبيد كتابه التاريخي الهام «الثورة السورية الكبرى على ضوء وثائق لم تنشر» ( 1971 )، وبلغ عدد صفحاته ( 512 ) من القطع الكبير، وهو أول كتاب تاريخي وثائقي عن الثورة، وروى تفاصيلها وارتباطها بالثورات السورية الأخرى، وشرح أبعادها الوطنية والشعبية، واعتمد على التأرخة ووثائقها والمذكرات والشهادات التي وصفها الثوار، وفي مقدمتهم سلطان باشا الأطرش.
اعتنى سلامة عبيد بالتراث الشعبي، ووضع كتابه «الأمثال والتعابير الشعبية» عام 1979، وطبع بعد وفاته بعام ، وفيه عناية قصوى بالخصائص الثقافية، حين صنّفها معجمياً، وشرحها لغوياً وثقافياً بإيضاح الثنائيات اللغوية بين الفصحى والعامية، وبالإفصاح عن المدلولات والمعاني لهذه الأمثال والتعابير الشعبية.
ولفت النظر إلى أهمية الحوار الحضاري مع الآخر في كتابه «الشرق الأحمر» ( 1965 )، وروى فيه وقائع جولته في الصين الشعبية فيما يقترب من الوصف والإخبار السردي أيضاً، من وصف الطريق إلى الصين ، ومؤتمر اتحاد أدباء آسيا وإفريقيا، وإيراد لمحة جغرافية عن الصين، إلى وصف الشعب الصيني المستنفر نحو التقدم، والإخبار عن حياتهم اليومية في الريف والبيت والمدرسة والمعمل والمسرح وأوقات الراحة، ومع المرأة والعادات والتقاليد، والعمل شرفاً وواجباً، والضيافة، وذكر طرائف وخصوصيات صينية. و ختم رحلته بإعلان «دروس من الصين» لإثراء الحوار الحضاري والاستفادة من تجاربهم الراسخة ، فقد عرف الصين «في القديم بأنها بلاد الحكمة والحرير ، وها هي الآن تتحول إلى شرق أحمر ملتهب ، فما أجدرنا نحن العرب بأن نسعى إلى فهم أسرار هذه التحولات الجذرية، فلعل ما ينير الطريق ، ويشحذ الهمم ، ويختصر الزمن» ( ص 203 ).

### النقد
اهتم عبيد بنقد الشعر العربي وتأريخه ، في كتابيه «لمحة عن تطور الشعر العربي» و «لمحة عن موسيقى الشعر العربي» من الجاهلية حتى مطلع القرن العشرين.  وعمّق كتابته عن تاريخ الشعر العربي في رصد القضايا القومية والوطنية ، وجاهر بالمشكلات والإشكاليات السياسية والاجتماعية، من مقاومة الخارج في عدوانه وغزوه واحتلاله إلى مواجهة الداخل في فتنه وصراعاته ومظالمه، مثل الغزو من الشرق والغرب على السواء، إلى عمليات القهر الذاتي في مراحل تاريخية عديدة، وخصّ الحديث عن عصر اليقظة العربية في العطاء الشعري الحديث عند أحمد شوقي وسواه. أما كتابه عن موسيقى الشعر فهو منهجي وعلمي ومعرفي في دراسة العروض وتعالقاتها مع قواعد اللغة العربية والصرف والدلالة والموسيقى، من أجل استيعاب خصائص الإيقاع ومقارناته مع المكونات والمقومات الشعرية.

## ترجماته
وجه سلامة عبيد عنايته المطلقة إلى الثقافة العربية بعامة، واللغة العربية بخاصة، لدى إقامته الطويلة مدرساً للغة العربية في جامعة بكين، بما يفيد في تنمية الحوار الحضاري مع الآخر، فترجم «مختارات من الشعر الصيني القديم» ( 1983 )، وشارك في وضع القاموس الصيني العربي ( 198 ) مع أساتذة صينيين، خلال عشر سنوات ما بين 1972 – 1982، للتقارب العربي – الصيني، وترجم الكتب التالية عن اللغة الصينية: «النساجة وراعي البقر»، وهي أسطورة صينية، و «طرائف من الصين» (جزآن )، و «مع الرئيس ماوتسي تونغ» خلال توزيع إقامته في بكين.
وتميزت ترجمته لمختارات من الشعر الصيني القديم، ( في أسرتي تانغ وسونغ الملكيتين )، وحوت المختارات 74 قصيدة لـ 15 شاعراً مشهوراً في أسرة تانغ الملكية ( 61 – 907 )، وأسرة سونغ الملكية ( 960 – 1279 ) مع نبذات من حياتهم، وتعد هاتان الأسرتان من أبرز العهود المزدهرة في تاريخ الأدب الصيني، وأن قصائدهم من أروع الكنوز وأعزّها في التراث الثقافي الصيني، في التعبير عن الحياة الاجتماعية والتغيرات التاريخية، لدى تألق الشعر موسيقياً ومعنى المعنى، مما جعله يترجم القصائد في الشعر المنثور التزاماً بخصوصيات هذا التألق، وذكر في مقدمته عن حق: «أن الشعر الصيني يمتاز بدقة موسيقاه خاصة بكلماته المعبرة بحد ذاتها، أي بلفظها ذاته عن المعاني والمشاعر حزينة أو فرحة قوية صاخبة أو سلسة ناعمة».
ترجم سلامة عبيد عن الإنجليزية مؤلفات كثيرة في مجالات التاريخ والرحلات الأوروبية إلى الوطن العربي، منها المؤلفان التاليان: «القس بورتر ، رحلة في جبل حوران» و«جبل حوران في القرن التاسع عشر، مقتطفات من كتاب رحلات في سورية». وضع الكتاب الثاني المستشرق الرحالة جان لويس بركهاردت، وحرص عبيد على هذه الترجمة لنفاسة هذه المؤلفات وطرافتها في نظرات الغرب إلى العرب، وسوريا انموذجاً. أما القس بورتر فقد زار الجبل في منتصف القرن التاسع عشر.

## أعماله
- اليرموك، مسرحية شعرية، دمشق، 1943 .
- لهيب وطيب ، شعر ، دمشق ، 1960 .
- الثورة السورية الكبرى على ضوء وثائق لم تنشر ، بيروت ، 1971 .
- أبو صابر : الثائر المنسي مرتين ، وزارة الثقافة ، دمشق، 1971.
- أمثال وتعابير شعبية ، دراسة ، وزارة الثقافة ، دمشق، 1983 .
- ذكريات الطفولة ، سيرة روائية ، دمشق ، 1978 .
- الشرق الأحمر ، جولة في الصين الشعبية ، دمشق ، 1965.[4]
- رحلات في سورية والأرض المقدسة ، ترجمة عن بركهاردت ، دمشق ، 1985 .
- مختارات من الشعر الصيني القديم ، ترجمة ، بكين ، 1983 .
- قاموس صيني – عربي[5] ( مجلدات في 2246 صفحـة من القطع الكبير)، بالتعاون مع مجموعة من الأساتذة الصينيين، بكين ، 1989.